# 集凤镇 (南充市)
集凤镇，是中华人民共和国四川省南充市嘉陵区曾经下辖的一个镇。2019年10月，撤销集凤镇、礼乐乡、桃园乡，将其所属行政区域划归龙蟠镇管辖。

## 行政区划
集凤镇撤销前下辖以下地区：
石板被村、红瓦房村、青杠岭村、天台山村、长被嘴村、石头垭村、皮匠沟村、枇杷林村、杨家坝村、高桥坝村、陶家坡村、牛头寺村和覃家桥村。